# 단체 스포츠

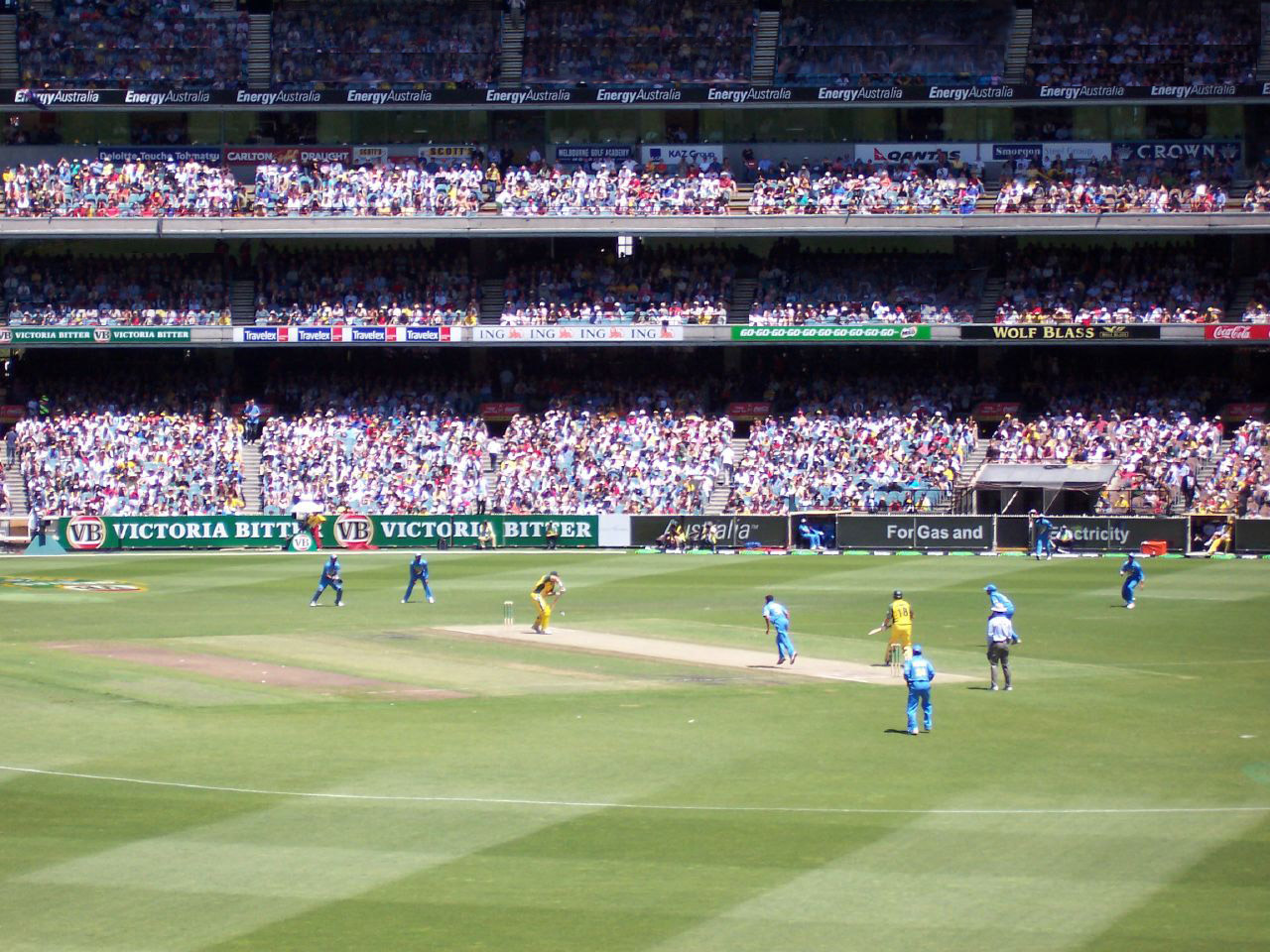
세계적으로 인기있는 단체 경기 중 하나인 크리켓

단체 스포츠(Team Sport)는 한 팀 내에서 여러 선수들이 같이 경기하며 공통된 목적을 쫓는 모든 스포츠를 포함한다.
단체 경기는 개개인이 모인 그룹이 한 팀으로서 최종적인 하나의 목적, 주로 승리를 위해 같이 협력하고 경기하는 경기 방식이다. 상대팀보다 많은 득점하는 등의 여러 가지 방법으로 승리를 거두는 것이 일반적이다. 팀의 구성원들은 목표를 지정하는 것과 결정을 내리는 것, 대화하고 협력해 갈등을 풀고 문제를 해결해 나가는 것 등을 서로 협력하고 믿으며 목표를 성취해 나간다. 축구, 야구, 농구, 배구, 하키, 수구, 핸드볼, 테니스(복식 경기), 크리켓, 럭비, 미식축구 등이 대표적인 단체 경기다.
모든 스포츠의 단체 경기의 구성은 다르기 마련인데, 축구 같은 스포츠는 상대편과 섞여 동시에 같은 목표를 위해 치열하게 경쟁하게 된다. 주로 공 따위의 물체를 가지고 운동을 하며 이것을 정해진 득점 규칙에 맞추게 되면 승리를 위해 필요한 득점을 하게 된다. 이러한 스포츠의 경우에는 신중한 전략 세우기와 철저한 준비, 그리고 팀 구성원들의 정신적, 육체적인 단련이 필요하다. 단체 경기는 팀 구성원들이 손발을 맞춰 함께 경기하는 것이 중요하다. 팀의 구성원인 운동 선수들은 묵묵히 끈기와 인내로 승리를 위해 팀에 헌신하고 부지런히 활동하며, 때론 리더쉽을 발휘해야 할 필요가 있다.
다른 종류의 단체 경기의 경우에는 공으로 득점하는 방식을 채택하지 않기도 하는데, 그 예로 수영, 조정, 드래곤보트, 육상 경기 등이 있다. 하지만 이 스포츠들 또한 단체 경기로 인정받는다. 등산의 경우에는 득점하며 겨루는 방식은 아니지만 팀 구성원들이 산을 오르면서 만나는 문제들을 협력해 해결해 나간다.
경기 시작전 국민의례하는 것은 물론 치어리더도 응원한다.

## 같이 보기
- 개인 스포츠
- 올림픽 경기 종목
- 올림픽
- 스포츠